# Хвърли мама от влака
„Хвърли мама от влака“ (на английски: Throw Momma from the Train) e американска черна комедия от 1987 г., режисьорски дебют на Дани Де Вито. Филмът е вдъхновен от филма на Алфред Хичкок „Непознати във влака“ от 1951 г. и е негова пародия. Получава смесени отзиви от критиците. Бюджетът на филма е 14 милиона долара, а печели почти 58 милиона. Премиерата се състои на 11 декември 1987 г. в САЩ. В главните роли участват Дани Де Вито и Били Кристъл.